# Станіслав Тимофеєнко
Станіслав Олександрович Тимофеєнко (нар. 13 червня 1989, м. Дніпрі)  — український баскетболіст, центровий Національної збірної України з баскетболу та Дніпра.

## Кар'єра
Народився 3 червня 1989 року у місті Дніпрі. 
Професійну кар'єру в 2007 році у складі Дніпра, де грав до 2016 року.  У 2016 році він короткий час виступав за литовський клуб Пєно Жвайгждєс, після чого повернувся до Дніпра, де грає й досі.
У сезоні 2024-2025 отримав нагороду найціннішого гравця сезону. У 35 матчах в середньому набирав 16.1 очка, 6.4 підбирання та 2.9 передачі. 

## Виступи за збірну
Представляв Україну на Євробаскеті 2015 року, де команда посіла 22-е місце.  У 4 матчах турніру він набирав у середньому 2.3 очка та 1.5 підбирання за гру.

## Досягнення
Суперліга України 
- Чемпіон (3): 2019/2020, 2023/2024, 2024/2025.
- Срібний призер (3): 2014/2015, 2017/2018, 2022/2023.
- Бронзовий призер (1): 2016/2017.

Кубок України
- Переможець (5): 2016/2017, 2017/2018, 2018/2019, 2023/2024, 2024/2025.
- Фіналіст: 2014/2015, 2019/2020.

Суперкубок України
- Переможець (2): 2018, 2019.

Кубок Суперліги 
- Переможець (2): 2010/2011, 2015/2016.

1. ↑  
https://fbu.ua/news/stanslav-timofenko--vdruge-stav-mvp-sezonu-v-superlz-favbet